# بوب جويس
بوب جويس (بالإنجليزية: Bob Joyce)‏ هو لاعب كرة قاعدة أمريكي، ولد في 14 يناير 1915 في ستوكتون في الولايات المتحدة، وتوفي في 10 ديسمبر 1981 في سان فرانسيسكو في الولايات المتحدة.

## وصلات خارجية
- بوب جويس على موقع دوري كرة القاعدة الرئيسي (الإنجليزية)
- بوب جويس على موقعبيزبول رفرنس.كوم (الدوري الرئيسي) (الإنجليزية)
- بوب جويس على موقعبيزبول رفرنس.كوم (الدوري الثانوي) (الإنجليزية)